# ロジェール・イバニェス・ダ・シウヴァ
ロジェール・イバニェス・ダ・シウヴァ（Roger Ibañez da Silva、1998年11月23日 - ）は、ブラジル・リオグランデ・ド・スル州カネラ出身のサッカー選手。サウジ・プロフェッショナルリーグ・アル・アハリ所属。ブラジル代表。ポジションはディフェンダー。

## クラブ経歴

### 初期の経歴
ブラジルのリオグランデ・ド・スル州でウルグアイ人の母親のもとに生まれ、2016年に18歳でGAOに加入した。ミッドフィールダーとしてプレーし、2016年後半にはPRSに加入し、コパ・セラナ2016でデビューを果たした。
2016年12月5日、CSセルジッペにレンタル移籍した。しかし、出場機会はなく2017年3月4日に復帰した。PRS復帰後、カンピオナート・ガウショ・セリエBでレギュラーとしてプレーした。

### フルミネンセ
2017年にフルミネンセFCに加入し、U-20チームに所属することになった。クラブが財政難に陥り選手を売却したために、2018年にアベウ・ブラガ率いるトップチームに昇格し、2018年1月20日、カンピオナート・カリオカのボタフォゴFR戦でプロデビューを果たした。
2018年2月28日、クラブと5年契約を結んだ。4月15日、カンピオナート・ブラジレイロ・セリエAのSCコリンチャンス戦でセリエAデビューを果たし、リーグ戦14試合に出場した。

### アタランタ
2019年1月29日、アタランタBCに移籍した。5月11日、ジェノアCFC戦でヨシップ・イリチッチとの交代で途中出場して移籍後初出場を果たした。
2019-20シーズンのUEFAチャンピオンズリーグのグループリーグ最終戦のFCシャフタール・ドネツク戦に途中出場した。アタランタが1-0でリードする中、3バックから4バックに変更するためにルイス・ムリエルとの交代で出場した。それまでのチャンピオンズリーグの試合では5試合中1試合しかベンチ入りしていなかったが、ラファエウ・トロイの出場停止とシモン・ケアーの負傷によりベンチ入りしていた。

### ローマ
2020年1月27日、ASローマに2021年6月までのレンタルで移籍した。特定の条件を満たした場合、800万ユーロでの買取義務が発生し2024年6月までの契約を締結する。なお、成績によって最大200万ユーロのボーナスが発生する。また、2024年6月末までにローマから移籍する場合、移籍金の10パーセントがアタランタに支払われ、2024年6月末時点でローマに在籍していればアタランタには100万ユーロが支払われる。2024年6月末以降に移籍した場合、ローマがイバニェスの移籍によって得た利益の10パーセントがアタランタに支払われる。
2021年3月4日、クラブとの契約を2025年まで延長した。

### アル・アハリ
2023年8月10日、アル・アハリ・サウジFCに移籍した。

## 代表経歴
2019年9月、U-23ブラジル代表に初召集された。
2022年9月9日、ブラジル代表に初招集された。

## 人物・エピソード
同じブラジル出身のディフェンダーであるチアゴ・シウバに憧れている。

## タイトル
ローマ
- UEFAヨーロッパカンファレンスリーグ: 2021-22

## 個人成績
2022年6月30日現在
| クラブ            | シーズン   | リーグ            | リーグ | リーグ | 州選手権 | 州選手権 | カップ戦 | カップ戦 | 国際大会 | 国際大会 | その他 | その他 | 合計 | 合計 |
| クラブ            | シーズン   | ディヴィジョン    | 出場   | 得点   | 出場     | 得点     | 出場     | 得点     | 出場     | 得点     | 出場   | 得点   | 出場 | 得点 |
| ----------------- | ---------- | ----------------- | ------ | ------ | -------- | -------- | -------- | -------- | -------- | -------- | ------ | ------ | ---- | ---- |
| PRS               | 2016       | N/A               | —      | —      | —        | —        | —        | —        | —        | —        | 11     | 0      | 11   | 0    |
| PRS               | 2017       | ガウショ・セリエB | —      | —      | 9        | 2        | —        | —        | —        | —        | —      | —      | 9    | 2    |
| PRS               | クラブ通算 | クラブ通算        | —      | —      | 9        | 2        | —        | —        | —        | —        | 11     | 0      | 20   | 2    |
| セルジッペ (loan) | 2017       | セリエD           | 0      | 0      | 2        | 0        | 0        | 0        | —        | —        | 0      | 0      | 2    | 0    |
| フルミネンセ      | 2017       | セリエA           | 0      | 0      | —        | —        | 0        | 0        | —        | —        | —      | —      | 0    | 0    |
| フルミネンセ      | 2018       | セリエA           | 14     | 0      | 12       | 0        | 4        | 1        | 7        | 0        | —      | —      | 37   | 1    |
| フルミネンセ      | 2019       | セリエA           | 0      | 0      | 2        | 1        | 0        | 0        | 0        | 0        | —      | —      | 2    | 1    |
| フルミネンセ      | クラブ通算 | クラブ通算        | 14     | 0      | 14       | 1        | 4        | 1        | 7        | 0        | —      | —      | 39   | 2    |
| アタランタ        | 2018–19    | セリエA           | 1      | 0      | —        | —        | 0        | 0        | —        | —        | —      | —      | 1    | 0    |
| アタランタ        | 2019–20    | セリエA           | 0      | 0      | —        | —        | 0        | 0        | 1        | 0        | —      | —      | 1    | 0    |
| アタランタ        | クラブ通算 | クラブ通算        | 1      | 0      | –        | –        | 0        | 0        | 1        | 0        | –      | –      | 2    | 0    |
| ローマ (loan)     | 2019-20    | セリエA           | 9      | 0      | —        | —        | 0        | 0        | 1        | 0        | —      | —      | 10   | 0    |
| ローマ (loan)     | 2020-21    | セリエA           | 30     | 0      | —        | —        | 1        | 0        | 9        | 2        | —      | —      | 40   | 2    |
| ローマ            | 2021-22    | セリエA           | 34     | 3      | —        | —        | 2        | 0        | 15       | 1        | —      | —      | 51   | 4    |
| ローマ            | 2022-23    | セリエA           | 0      | 0      | —        | —        | 0        | 0        | 0        | 0        | 0      | 0      | 0    | 0    |
| ローマ            | クラブ通算 | クラブ通算        | 73     | 3      | 0        | 0        | 3        | 0        | 25       | 3        | 0      | 0      | 101  | 6    |
| 通算              | 通算       | 通算              | 88     | 3      | 25       | 3        | 7        | 1        | 34       | 3        | 11     | 0      | 164  | 10   |

注釈
1. ↑  コパ・セラナ
2. ↑  コパ・スダメリカーナ
3. ↑  UEFAチャンピオンズリーグ